# Petter Christian Singsaas
Petter Christian Singsaas (Oslo, 23 agosto 1972) è un ex calciatore norvegese, di ruolo difensore.

## Carriera

### Club
Singsaas giocò nello Steinkjer, prima di passare al Molde. Esordì nella Tippeligaen con questa maglia, in data 22 aprile 1995, quando fu titolare nel successo per 0-6 in casa del Brann. Il 14 settembre 1997 segnò la prima rete nella massima divisione norvegese, nel pareggio per 3-3 sul campo del Sogndal. Nel 2004 tornò allo Steinkjer.
Nel 2005 firmò ancora per il Molde e contribuì alla vittoria finale nell'edizione stagionale della Coppa di Norvegia. Al termine del campionato 2006, il club retrocesse nell'Adeccoligaen, ma Singsaas aiutò la formazione a riconquistarsi la promozione immediata. Nel 2008 passò al Sørlia e nel 2009 tornò nuovamente allo Steinkjer, salvo poi rigiocare per il Sørlia tra il 2010 e il 2018.

## Palmarès

### Club

#### Competizioni nazionali
- Coppa di Norvegia: 1

Molde: 2005